# 소세지 짜장면
소세지 짜장면은 1989년부터 1995년 사이에 대한민국의 기업 농심에서 생산 및 시판하여 출시된 짜장 라면이었다. 1990년부터는 방송 광고에도 등장하기 시작했으며 1995년 절판되었다. 분말 스프 외에 건더기 스프 외에도 또다른 건더기 스프가 있어 토막내어 말린 햄, 소시지가 건더기 스프의 다수를 차지하였고, 그밖에 농심의 다른 상품인 짜파게티와는 달리 건더기 스프에 계란도 들어 있었다. 하지만 동일 회사에서 출시한 짜파게티보다 50원 ~ 100원 정도 고가였다.

## 같이 보기
- 농심
- 짜파게티
- 자장면